# Lakhipur (Cachar)
Lakhipur è una ripartizione amministrativa dell'India, classificata come town committee, di 9.708 abitanti, situata nel distretto di Cachar, nello stato federato dell'Assam. In base al numero di abitanti la città rientra nella classe V (da 5.000 a 9.999 persone).

## Geografia fisica
La città è situata a 24° 48' 0 N e 93° 1' 0 E e ha un'altitudine di 21 m s.l.m..

## Società

### Evoluzione demografica
Al censimento del 2001 la popolazione di Lakhipur assommava a 9.708 persone, delle quali 4.976 maschi e 4.732 femmine. I bambini di età inferiore o uguale ai sei anni assommavano a 1.052, dei quali 542 maschi e 510 femmine. Infine, la popolazione in grado almeno di leggere e scrivere era composta da 7.600 individui, dei quali 4.193 maschi e 3.407 femmine.